# Бэр-Ривер (Вайоминг)
Бэр-Ривер (англ. Bear River) — город, расположенный в округе Юинта (штат Вайоминг, США) с населением в 487 человек по статистическим данным Бюро переписи населения США 2005 года.